# Jean Guyotat
 (juin 2013).
Si vous disposez d'ouvrages ou d'articles de référence ou si vous connaissez des sites web de qualité traitant du thème abordé ici, merci de compléter l'article en donnant les références utiles à sa vérifiabilité et en les liant à la section « Notes et références ».
Jean Guyotat, né le 16 décembre 1920 à Bourg-Argental et mort le 29 septembre 2017 à Lyon, est un neuropsychiatre et psychanalyste français, professeur en psychiatrie. Il a développé l’école universitaire lyonnaise de psychiatrie.

## Biographie
Il est agrégé en neuropsychiatrie en 1958. Il a en particulier travaillé sur la filiation et a rédigé avec Jean Courjon dès 1956 la première description de l'ictus amnésique. Travaillant sur des patients souffrant de lombalgies chroniques, il a également développé la notion de "chrone", comme rupture dans le phénomène de filiation.
Il est fondateur du Groupe lyonnais de psychanalyse, mais également membre d'honneur de l'Association française de thérapie comportementale et cognitive.

## Publications
- Les Schizophrénies, Paris : Éditions Heures de France, 1963
- Psychothérapies médicales
  - Tome 1, Aspects théoriques, techniques et de formation, Elsevier Masson, 1978
  - Tome 2, Situations de pratique médicale, Elsevier Masson, 1978
- (co-dir.) avec Pierre Fedida et Jacques-Michel Robert, Génétique clinique et psychopathologie : hérédité psychique et hérédité biologique, (Congrès de génétique clinique et psychopathologie, Paris, 4 et 5 décembre 1981), Villeurbanne, SIMEP, 1982
- Jean Guyotat, Mort, naissance et filiation : études de psychopathologie sur le lien de filiation, Paris, Masson, 1980
- (co-dir.) avec Pierre Fedida : 
  - Événement et psychopathologie, 1985
  - Actualités transgénérationnelles en psychopathologie, Paris : Université Paris 7, Centre Censier : GREUPP, 1986
  - Mémoires, transferts, Paris (Université Paris 7, Centre Censier), GREUPP, 1986
  - Généalogie et transmission, Paris (Université Paris 7, Centre Censier) : GREUPP, 1986
- (coll.) Précis de psychiatrie clinique de l'adulte, Elsevier, 1989
- Études cliniques d'anthropologie psychiatrique : institution, filiation, référence puerpérale et procréation, événements de vie, maladie, influence, suggestion, pensée magique, Paris ; Milan ; Barcelone : Masson, 1991
- Filiation et puerpéralité, logiques du lien : entre psychanalyse et biomédecine, Paris, Presses universitaires de France, 1995
- Psychiatrie lyonnaise. Fragments d'une histoire vécue (1950-1995), Synthelabo, 2000